# كولن روبنسون
كولن روبنسون (بالإنجليزية: Colin Robinson)‏ (15 مايو 1960 ببرمنغهام في المملكة المتحدة - ) هو لاعب كرة قدم بريطاني في مركز الهجوم. لعب مع برمنغهام سيتي وشروزبري تاون وHalesowen Town F.C. ‏ ونادي هيرفورد ونادي ووستر سيتي وBridgnorth Town F.C. ‏ وShifnal Town F.C. ‏.